# Bonnie Raitt
Bonnie Lynn Raitt, född 8 november 1949 i Burbank, Kalifornien, är en amerikansk sångare, gitarrist och låtskrivare. Sedan skivdebuten 1971 har hon haft hitar som "I Can't Make You Love Me", "Something to Talk About" och "Love Sneakin' up on You" och vunnit 13 Grammys, bland annat för årets album för Nick of Time 1989. Hon är en välrenommerad slidegitarrist och har även medverkat flitigt som gästmusiker på andra artisters skivor. Raitt är sedan 2000 invald i Rock and Roll Hall of Fame.

## Biografi
Raitt är dotter till Broadway-stjärnan John Raitt, och hennes mor var musiker. Familjen var kväkare. Efter avslutad skolgång i Poughkeepsie började hon på Radcliffe College 1967 där hon läste samhällsvetenskap och Afrikastudier. Vid sidan av studierna hade hon sedan unga år spelat gitarr. Efter att hon uppträtt i New York sommaren 1970 upptäcktes hon av anställda på skivbolaget Warner Bros. som erbjöd henne skivkontrakt och 1971 kom det självbetitlade debutalbumet ut.

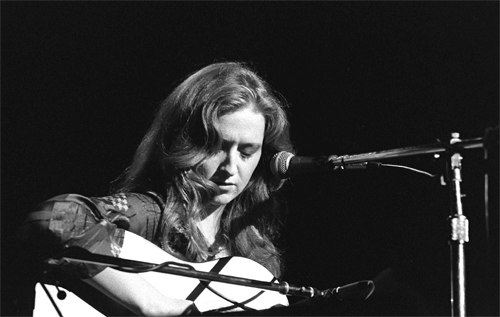
Bonnie Raitt uppträder i Berkeley, andra halvan av 1970-talet.

Hennes tre första studioalbum fick alla generellt mycket bra kritik, men skivköparna visade inte samma intresse. Hon spelade in både egna och andras kompositioner, och rörde sig i ett brett spektrum av blues, country och amerikansk folkmusik. Sedan följde två skivor, Streetlights och Home Plate som fick mer blandad kritik, innan hon 1977 fick en första mindre hit med en cover på Del Shannons "Runaway" från albumet Sweet Forgiveness. Skivbolaget hade efter denna framgång höga förväntningar på skivan The Glow 1979, men den gick inte hem varken hos kritikerna eller skivpubliken. Efter albumet Green Light 1982 sade Warner Bros. upp hennes skivkontrakt. Samtidigt sjönk hon ner i ett alkohol och drogmissbruk.
De personliga problemen hindrade henne inte från att sluta uppträda och hon hann även med att medverka vid politiska musikmanifestationer. Hon var 1979 en av medgrundarna till Musicians United for Safe Energy, vilken är en musikalisk motståndsgrupp mot kärnkraft där även bland andra Jackson Browne och Graham Nash ingick. Hon medverkade vid Farm Aid och konserter för Amnesty, och 1985 var hon en av artisterna på låten "Sun City" som var en protestlåt mot Sydafrikas apartheid.
Warner Bros. gav 1987 ut ett album Raitt påbörjat innan hon blev av med sitt kontrakt kallat Nine Lives. Hon spelade in några nya låtar till det, men resultatet var inget som imponerade på kritikerna eller skivpubliken. Hon tog itu med missbruksproblemen och var samma år fri från begären. Hon påbörjade kort därefter spela in ett album för Capitol Records med Don Was som producent. Skivan, Nick of Time blev såväl en comeback som en enorm framgång. Den nådde förstaplatsen på Billboard 200, och blev "årets album" vid Grammy-galan 1990. Även det nästföljande albumet Luck of the Draw blev en mycket stor framgång och likaså Grammy-belönat.
Sedan 2002 har hon en stjärna på Hollywood Walk of Fame för insatser inom musik. Hon har turnerat och gett ut nya album under 2000-talet och 2010-talet. Hennes album Slipstream (2012) och Dig in Deep (2016) har båda fått ett mycket gott mottagande. 2022 släppte hon albumet Just like that och titelspåret belönades med en Grammy för Årets låt på 2022 års Grammygala.
Bonnie Raitt har sedan 1969 använt en specialgjord Fender Stratocaster som sin primära elgitarr.

## Diskografi

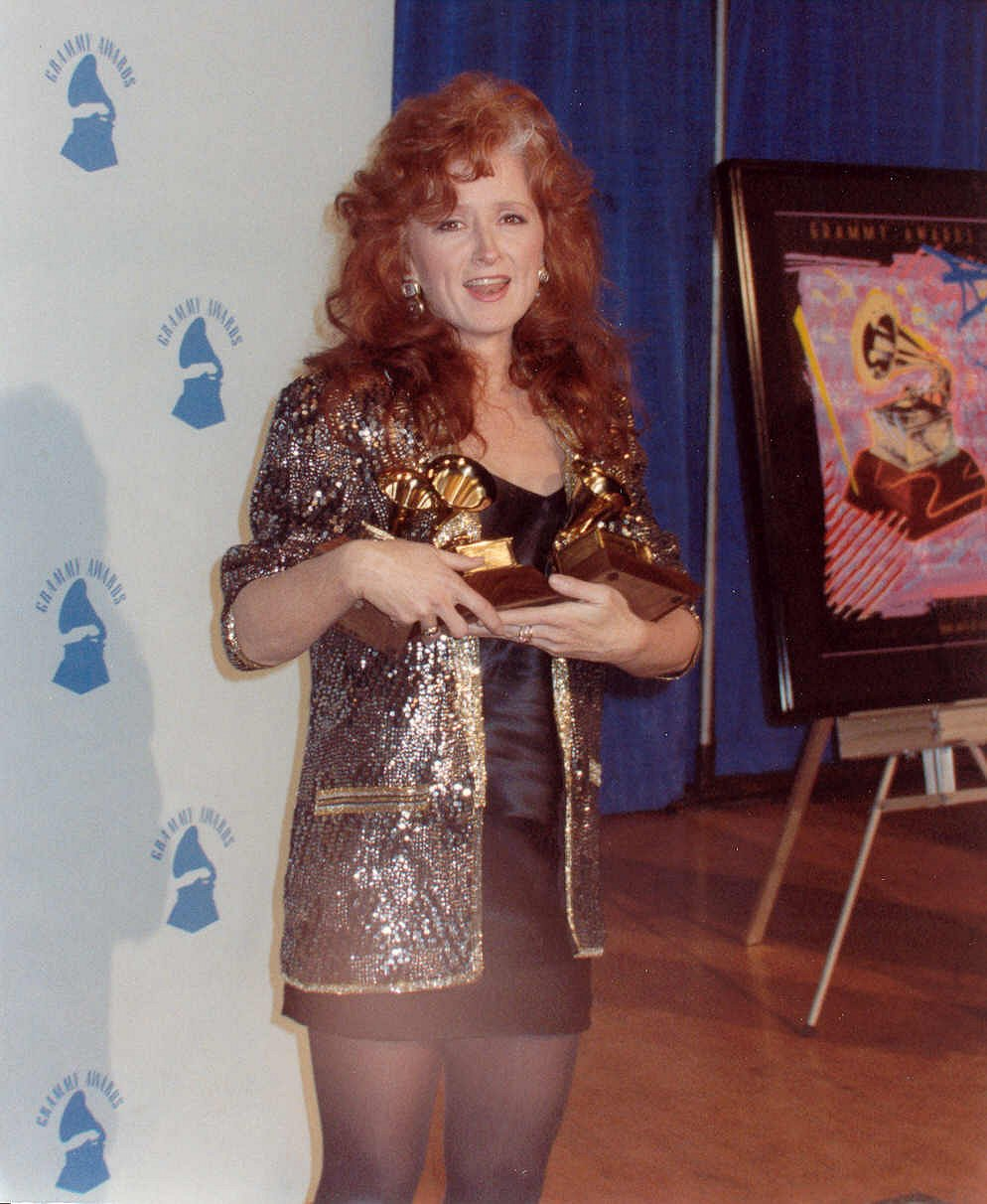
Bonnie Raitt med Grammys, 1990.

- 1971 – Bonnie Raitt
- 1972 – Give It Up
- 1973 – Takin' My Time
- 1974 – Streetlights
- 1975 – Home Plate
- 1977 – Sweet Forgiveness
- 1979 – The Glow
- 1982 – Green Light
- 1986 – Nine Lives
- 1989 – Nick of Time
- 1991 – Luck of the Draw
- 1994 – Longing in Their Hearts
- 1995 – Road Tested (live)
- 1998 – Fundamental
- 2002 – Silver Lining
- 2005 – Souls Alike
- 2012 – Slipstream
- 2016 – Dig in Deep